# Burning Days
Burning Days (auch Kurak Günler) ist ein Politthriller von Emin Alper, der im Mai 2022 bei den Filmfestspielen in Cannes seine Premiere feierte und im November 2022 in die türkischen Kinos kommen soll.

## Handlung
Emre ist ein junger und engagierter Staatsanwalt und zieht in die (fiktive) türkische Kleinstadt Balkaya. Bei seiner Ankunft wird er Zeuge der brutalen Tötung eines Wildschweins, das dann durch die Stadt geschleift wird. Ansonsten bietet man ihm dort einen herzlichen Empfang. Man bietet ihm Tee auf der Straße an und bald statten ihm auch verschiedene wichtige Menschen aus der Gegend einen Besuch ab.
In Balkaya hat die übermäßige Nutzung von Grundwasser dazu geführt, dass überall Dolinen entstanden sind. Der Journalist Murat informiert Emre über die Hintergründe. Es gab gefälschte geologische Gutachten und einige mächtige Leute in der Stadt sind in Korruption verwickelt.
Während sich die Kommunalwahlen nähern, sieht sich Emre mit der Komplexität der Kleinstadtpolitik konfrontiert, in der jeder nach seiner eigenen Version der Wahrheit lebt.

## Produktion

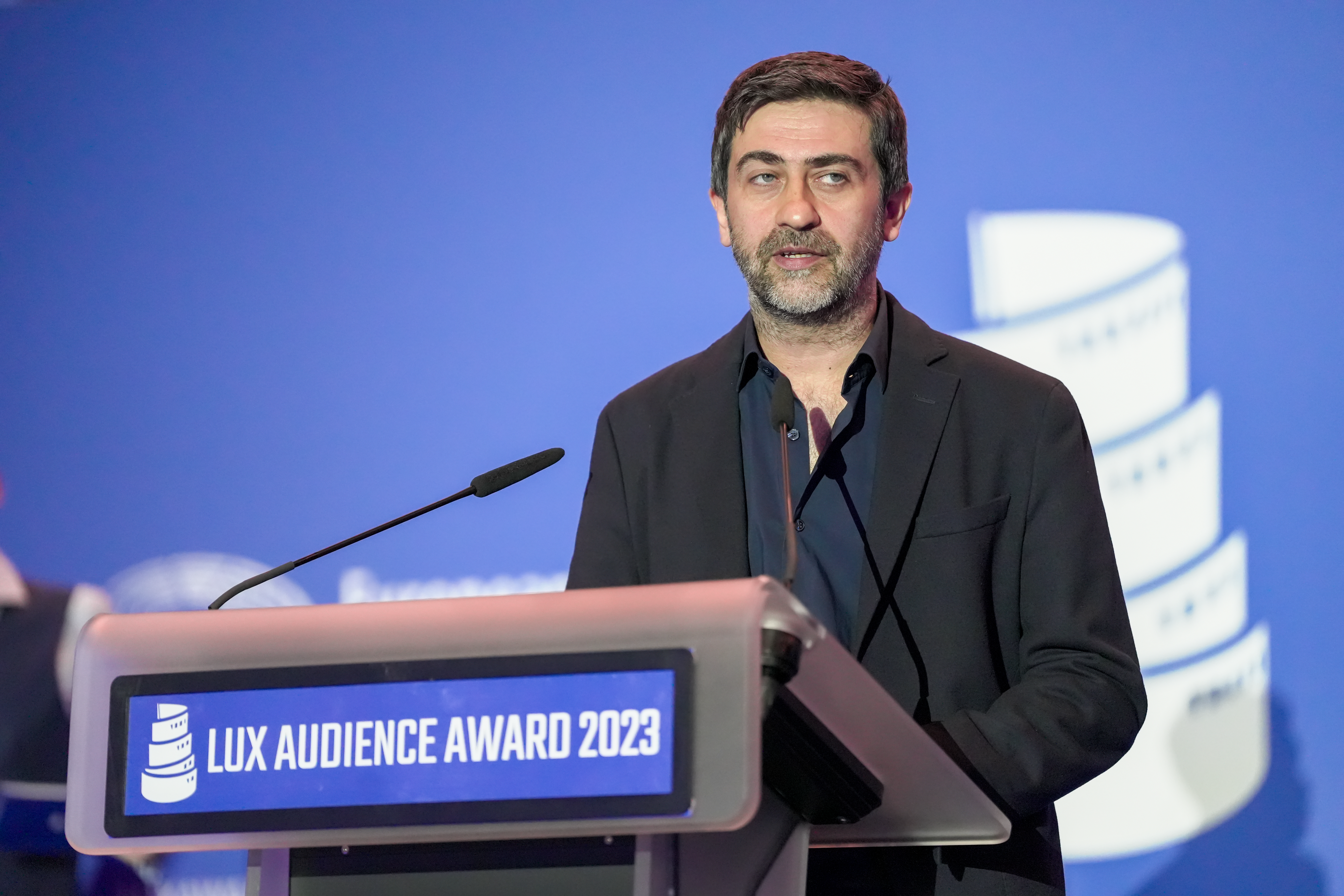
Regisseur Emin Alper im Juni 2023 bei der Verleihung der LUX Audience Awards

Regie führte Emin Alper, der auch das Drehbuch schrieb. Es handelt sich bei Burning Days nach Tepenin Ardı, Abluka – Jeder misstraut jedem und Eine Geschichte von drei Schwestern um seinen vierten Spielfilm.
Selahattin Paşalı spielt in der Hauptrolle den Staatsanwalt Emre, Ekin Koç spielt den Journalisten Murat. In weiteren Rollen sind Erol Babaoğlu, Erdem Şenocak und Seli̇n Yeni̇nci̇ zu sehen.
Der Film erhielt von der MOIN Filmförderung Hamburg Schleswig-Holstein eine Produktionsförderung in Höhe von 100.000 Euro und vom World Cinema Fund in Höhe von 40.000 Euro.
Die Dreharbeiten fanden in der türkischen Provinz Kayseri statt. Als Kameramann fungierte Christos Karamanis. Ein Teil der Postproduktion, wie der Filmschnitt und die Musik, fand in Hamburg statt.

## Auswertung
Die Premiere des Films erfolgte am 23. Mai 2022 bei den Filmfestspielen in Cannes, wo er in der Reihe Un Certain Regard gezeigt wurde. Im Juni 2022 wurde er beim Sydney Film Festival gezeigt und Ende des Monats beim Filmfest München. Ende Juli 2022 wurde Burning Days beim New Horizons International Film Festival gezeigt. Am 17. August 2022 kam der Film in die französischen Kinos. Im September 2022 erfolgten Vorstellungen bei der Filmkunstmesse Leipzig. Im Oktober 2022 wurde er beim Antalya Golden Orange Film Festival und beim Chicago International Film Festival gezeigt. Im November 2022 wird er beim Festival de Cine Europeo de Sevilla und beim Cork International Film Festival vorgestellt und im Dezember 2022 bei 'Around the World in 14 Films in Berlin. Der Kinostart in der Türkei war am 25. November 2022 geplant. Im Januar 2023 wird er beim Palm Springs International Film Festival gezeigt. Ende Januar, Anfang Februar 2023 wird der Film beim Göteborg International Film Festival vorgestellt. Am 28. September 2023 soll er in die deutschen Kinos kommen.

## Rezeption
Filmjournalist Dieter Oßwald zeigt sich begeistert auf Programmkino.de: „Als echte Filmkunstperle erweist sich dieser suspense starke Polit-Thriller um Machtmissbrauch, Manipulation und Moral. Durch Rückblenden setzt sich das Story-Puzzle raffiniert zusammen. Immer mehr Geheimnisse der Figuren werden enthüllt, wie im Kaleidoskop lassen Geschichten über die Vergangenheit ein neues Bild entstehen.Visuell überzeugt der Thriller gleichfalls durch Einfallsreichtum und betörende Bilder.“

## Auszeichnungen
Antalya Golden Orange Film Festival 2022
- Nominierung im Wettbewerb
- Auszeichnung für die Beste Regie (Emin Alper)
- Auszeichnung als Bester Schauspieler (Selahattin Paşalı)
- Auszeichnung als Bester Nebendarsteller (Erol Babaoğlu)
- Auszeichnung für die Beste Kamera (Christos Karamanis)
- Auszeichnung für die Beste Filmmusik (Stefan Will)
- Auszeichnung für den Besten Filmschnitt (Özcan Vardar und Eytan İpeker)
- Auszeichnung mit den Turkish Film Critics’ Association (SİYAD) Award (Emin Alper)
- Auszeichnung mit dem Film-Yön Best Director Award (Emin Alper)[17][18]

Chicago International Film Festival 2022
- Nominierung im International Competition
- Nominierung im OutLook Competition

Europäischer Filmpreis 2022
- Auszeichnung mit dem Excellence Award für den Besten Filmschnitt (Özcan Vardar und Eytan Ipeker)[19]

Filmfest München 2022
- Nominierung im Wettbewerb Cinemasters[5]

Filmfestival von Pula 2022
- Auszeichnung als Bester Film im Internationalen Wettbewerb (Emin Alper)
- Auszeichnung als Best Croatian Minority Co-production (Emin Alper)
- Auszeichnung mit dem Critics Jury Award International Film[20]

Göteborg International Film Festival 2023
- Nominierung im internationalen Wettbewerb[14]

Internationale Filmfestspiele von Cannes 2022
- Nominierung in der Reihe Un Certain Regard[21]
- Nominierung für die Queer Palm[22]

Internationales Filmfestival Thessaloniki 2022
- Auszeichnung mit dem Publikumspreis in der Sektion „Glimpses of the Balkans“[23]

Jerusalem Film Festival 2022
- Nominierung im Internationalen Wettbewerb[24]

Sydney Film Festival 2022
- Nominierung im Hauptwettbewerb[3]